# Китайский синдром
Кита́йский синдро́м (англ. China syndrome) — выражение, первоначально обозначавшее гипотетическую тяжёлую аварию на АЭС с расплавлением ядерного топлива и проникновением его в почву с проплавлением конструкций энергоблока. Идея имела большое влияние на общество и инженерную мысль, несмотря на то, что в реальности ни одного такого события не произошло. В процессе развития выражение приобретало и новые смысловые оттенки.

## История возникновения и развития
Выражение возникло в среде американских специалистов в ядерной энергетике в середине 60-х как специфически жаргонное, им иронически обозначалась настолько тяжёлая авария с расплавлением ядерного топлива, что оно будет способно прожечь корпус реактора и фундамент. Крайне малая вероятность такого события подчёркивалась названием, произошедшим от шутки, что при тяжёлой аварии на АЭС ядерное топливо способно прожечь всю Землю насквозь и дойти до Китая.
К началу 70-х выражение стало устойчивым, иногда употребляясь в серьёзной технической литературе и в статьях известных учёных, имея при этом всё тот же смысл — гипотетическую возможность тяжёлой аварии с расплавлением топлива и стеканию этой массы вниз с дальнейшим попаданием в верхние слои почвы. В обсуждении такого рода события на серьёзном уровне сыграла роль специфика ядерной энергетики — консервативный подход при проектировании АЭС был настолько ярко выражен, что учитывались и менее вероятные события, например, энергоблоки строились с сейсмостойкостью не ниже 7-8 даже в зонах, где повторяемость землетрясения с магнитудой 6,0 составляет 1 раз в 10 000 лет.

В 1979 году в США вышел фильм «Китайский синдром», имевший большой успех (фильм демонстрировался и в СССР). Технически наивный фильм преподносил идею «китайского синдрома» в другом значении — как реалистичную возможность развития аварии. Широкая публика впервые услышала, что ядерное топливо способно к саморазогреву до больших температур без охлаждения, первоначальный абсурдный смысл был воспринят на веру общественностью и журналистами. По иронии судьбы, через две недели после выхода на экраны кинофильма случилась реальная тяжёлая авария с частичным расплавлением активной зоны на АЭС Три-Майл-Айленд. Об этом очень быстро стало широко известно, на пресс-конференции в первый день после аварии репортёры атаковали вопросом: 
Как близко Три-Майл-Айленд подошёл к так называемому китайскому синдрому?
Невозможность доказательно ответить на этот вопрос по техническим причинам (реактор был переведён в «холодное» состояние лишь через месяц, а работы по дезактивации и исследованию активной зоны продолжались ещё долгое время), укрепили уверенность журналистов и общественности в реальной возможности такой фантастической катастрофы. Выражение стало употребляться в популистских целях в своём прямом, не абсурдном смысле.
В США началась крупномасштабная антиядерная кампания с оттенками истерии, ужасные сценарии вроде китайского синдрома подавались общественности в качестве буквальных утверждений. Однако очень скоро сторонники ядерной энергетики зацепились за нелепость подобных предположений и публично доказали их несостоятельность, используя таким образом его как оружие уже в своих руках. В этом им помогли и данные о характере повреждения топлива на Три-Майл-Айленде, которые оказались далеко не катастрофичными — не был проплавлен даже корпус реактора.
Таким образом выражение приобрело новый смысл — так стали часто называть критику ядерной энергетики, которая не имеет ни научных, ни логических обоснований.
Тем не менее оно сохранило и свой первоначальный смысл, но в прямом значении более не воспринималось всерьёз до января 2017 года, когда было произведено обследование подреакторных помещений на энергоблоке № 2 АЭС Фукусима-1. Было установлено что под реактором имеется проплавление по крайней мере фальшпола площадью 1 квадратный метр.

## Влияние на реальность
Кроме общественных дискуссий идея имела вполне конкретное влияние на инженерную мысль.

### Чернобыль
Вскоре после Чернобыльской катастрофы боязнь проплавления топливом земли до водоносных слоёв приобрела вполне реальные формы. Академик Легасов в своих предсмертных записях так описал это:

…появился Евгений Павлович и стал говорить о возможности Китайского синдрома, о том, что эти барботеры — нижний и верхний — будут проплавлены и, что какая-то часть топлива может попасть в землю и дальше, проплавляя землю, может дойти до водоносных слоев.
— 
В результате был сооружён бетонный нижний поддон фундаментной плиты реактора размерами 30 на 30 метров и толщиной 2,5 метра с возможностью охлаждения специальными трубопроводами, их защитой из графитовых плит и датчиками термоконтроля, над строительством 1,5 месяца на пределе возможностей работали шахтёры, однако эти героические усилия оказались бесполезными, так как топливо никуда не попало и сооружённую плиту ни разу не пришлось охлаждать.
Впоследствии эти работы оценивались неоднозначно. С одной стороны они были явно избыточны и нецелесообразны, а в данном случае речь шла не о материальной целесообразности, а о потерях здоровья множества людей, получивших большие дозы облучения по сути зря. С другой стороны нельзя и строго осуждать членов Правительственной комиссии, принявших это решение, избыточность этих мер им была в общем ясна:

Но, в общем, конечно, эти работы были избыточны. Но в то время можно было понять, что это всё-таки превентивная мера, на всякий случай, а вдруг действительно какая-то масса прорвется. Она и психологически довольно существенно действовала на население, как мероприятие защищающее подпочвенные воды.
— 
Точные же данные о состоянии и поведении топлива появились лишь через несколько лет, а споры вокруг них не утихали ещё много лет, поэтому принятое решение неоднозначно.

### Научные исследования
В США с начала 70-х велись интенсивные экспериментальные и теоретические исследования по моделированию тяжёлых аварий на АЭС с реакторами PWR, особенно активно после аварии на АЭС «Три-Майл-Айленд», в результате был создан комплекс расчётных программ STCP, который моделировал в том числе взаимодействие расплавленного ядерного топлива с конструкционными материалами. В СССР приступили к исследованию китайского синдрома в авральном режиме лишь в связи с Чернобыльской катастрофой по указанию академика Велихова. Группа учёных РАН получила неоднозначные результаты:

Когда нам стало ясно, что при неблагоприятном течении аварии строительные конструкции действительно могут проплавиться, не все специалисты согласились с нашими выводами. И даже сейчас, когда известна реальная картина аварии, можно встретить «математически строгие» доказательства того, что опасности «китайского синдрома» на ЧАЭС не было. А в 1986 г. в ИАЭ при участии сотрудников разных институтов, на совещаниях специалистов и руководства Минсредмаша велись бурные обсуждения этого вопроса. В конечном итоге после анализа представленных нами результатов победила точка зрения о необходимости установки системы удержания топлива.

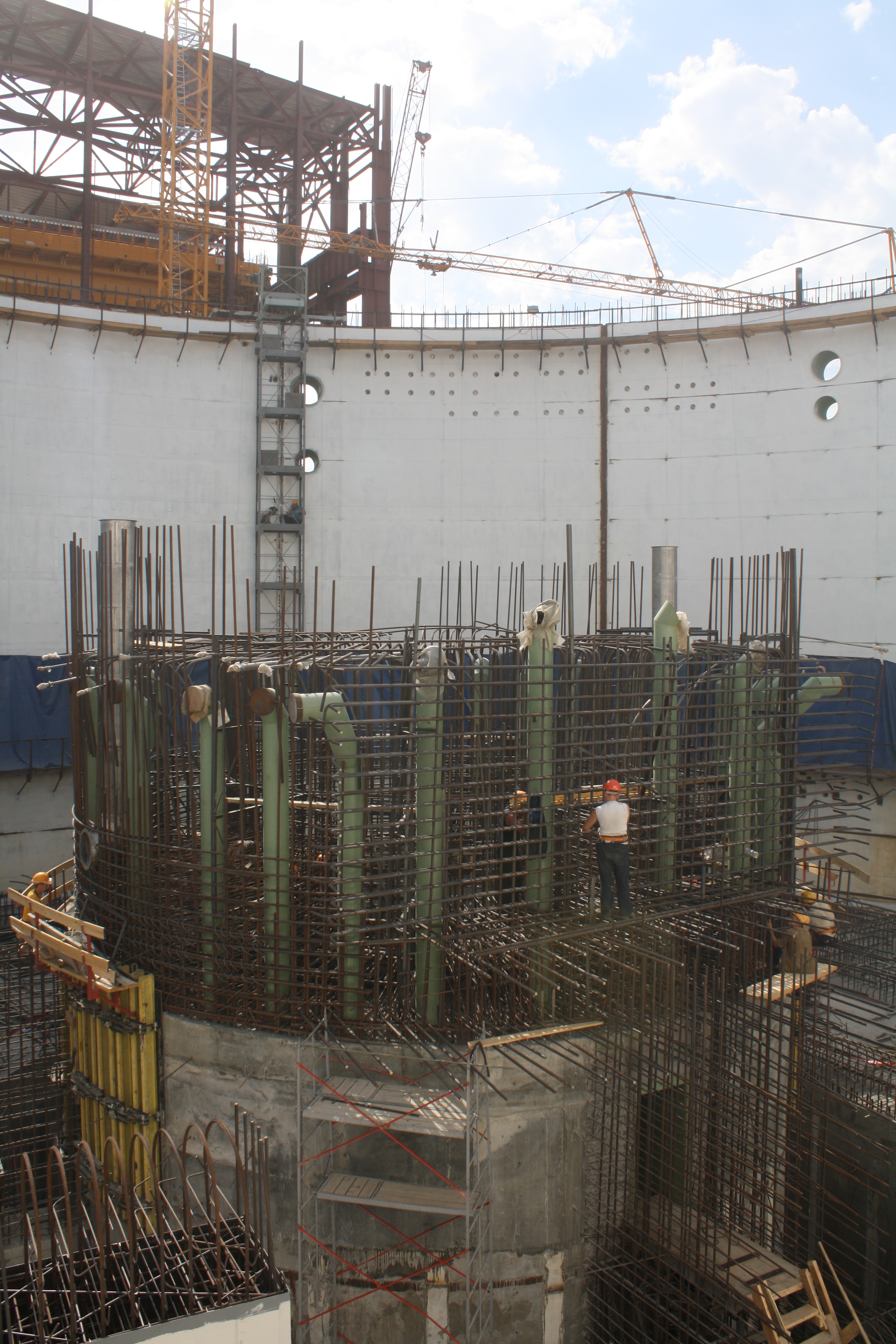
Сооружение ловушки расплава на Нововоронежской АЭС-2.

Долгое время после аварии был актуален вопрос о достоверности расчётов, сделанных в кратчайшие сроки в условиях хронической усталости и недостаточной информации. Некоторые зарубежные программы давали результаты, отличные от полученных советскими учёными. Критика особенно усилилась, когда стало известно, что разрушения фундамента не произошло и плита-ловушка, сооружённая под Чернобыльским энергоблоком, не понадобилась.

### Проектирование реакторов
Идея китайского синдрома серьёзно сказалась на разработчиках реакторных установок. Например в США в начале 80-х в так и не осуществлённом проекте реактора на расплавах солей DMSR было предусмотрено специальное защитное сооружение под реактором. Опасность китайского синдрома также учитывалась при проектировании оказавшегося неудачным графито-газового реактора HTGR (станцию Fort St. Vrain с двумя реакторами этого типа закрыли через 15 лет по многочисленным техническим причинам).
Дальше всех пошли в реализации защиты от гипотетических тяжёлых аварий с расплавлением топлива российские разработчики — впервые в истории мировой ядерной энергетики на энергоблоках Тяньваньской АЭС (Китай) было реализовано уникальное устройство, так называемая ловушка расплава, предназначенное для остановки массы расплавленных топливных и конструкционных материалов даже в случае полного разрушения активной зоны. Это техническое решение прошло международную экспертизу и было признано во всём мире, в дальнейшем было модернизировано и монтируется в настоящее время на строящихся в России АЭС нового поколения (проект АЭС-2006) — Нововоронежской АЭС-2, Ленинградской АЭС-2 и Балтийской АЭС.